# Gare de Sourbrodt
La gare de Sourbrodt est une ancienne gare ferroviaire belge de la ligne 48, de Stolberg à Saint-Vith située à Sourbrodt sur la commune de Waimes, dans la province de Liège en Région wallonne.

## Situation ferroviaire
La gare de Sourbrodt était établie au point kilométrique (PK) 35,7 de la ligne 48, de Stolberg (frontière allemande) à Saint-Vith, entre la gare de Kalterherberg et la halte de Robertville.

## Histoire
Les Chemins de fer de l'État de la Prusse (KPEV) inaugurent le 1er décembre 1885 la section de Monschau à Waimes et Malmedy de sa ligne des Fagnes (Vennbahn) dont la construction prendra fin en 1889. C'est la même année que la petite halte de Sourbrodt devient une gare.
La gare dessert alors un village modeste qui prend de l'importance avec la création entre 1893 et 1901 du Camp militaire d'Elsenborn, relié à la gare par un chemin de fer à voie étroite. Un nouveau bâtiment de gare utilisant des matériaux locaux est construit à la même période.
La ligne et la gare deviennent belges en 1920 ; le camp militaire sera jusqu'au bout générateur d'un important trafic ferroviaire.
Après la seconde guerre mondiale, une partie de la Vennbahn ne voit plus passer de trains de voyageurs ; la section de Waimes à Kalterherberg perd les siens en 1957. Le trafic des marchandises, en constante réduction, est supprimé en 1989, sauf sur la courte section en direction de Waimes, parcourue par des trains militaires venant désormais par la ligne 45. Sur la ligne 48, ce sont les trains touristiques de l'association Vennbahn qui prennent le relais jusqu'à la faillite de cette ASBL. Les trains de matériels militaires sont supprimés en 2004 et le démontage de la ligne commence en 2006 avec la création d'un RAVeL.
Les rails entre Sourbrodt et Kalterherberg sont épargnés et des vélorails touristiques y circulent désormais.

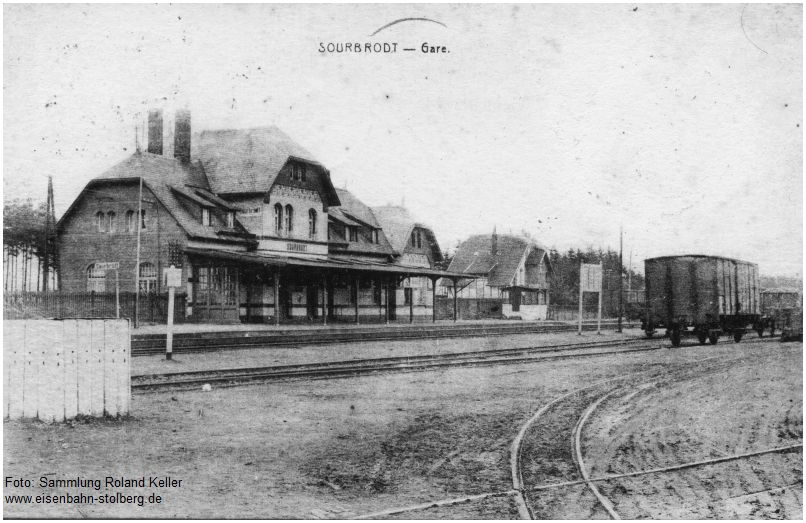
La gare et la ligne militaire à voie étroite.
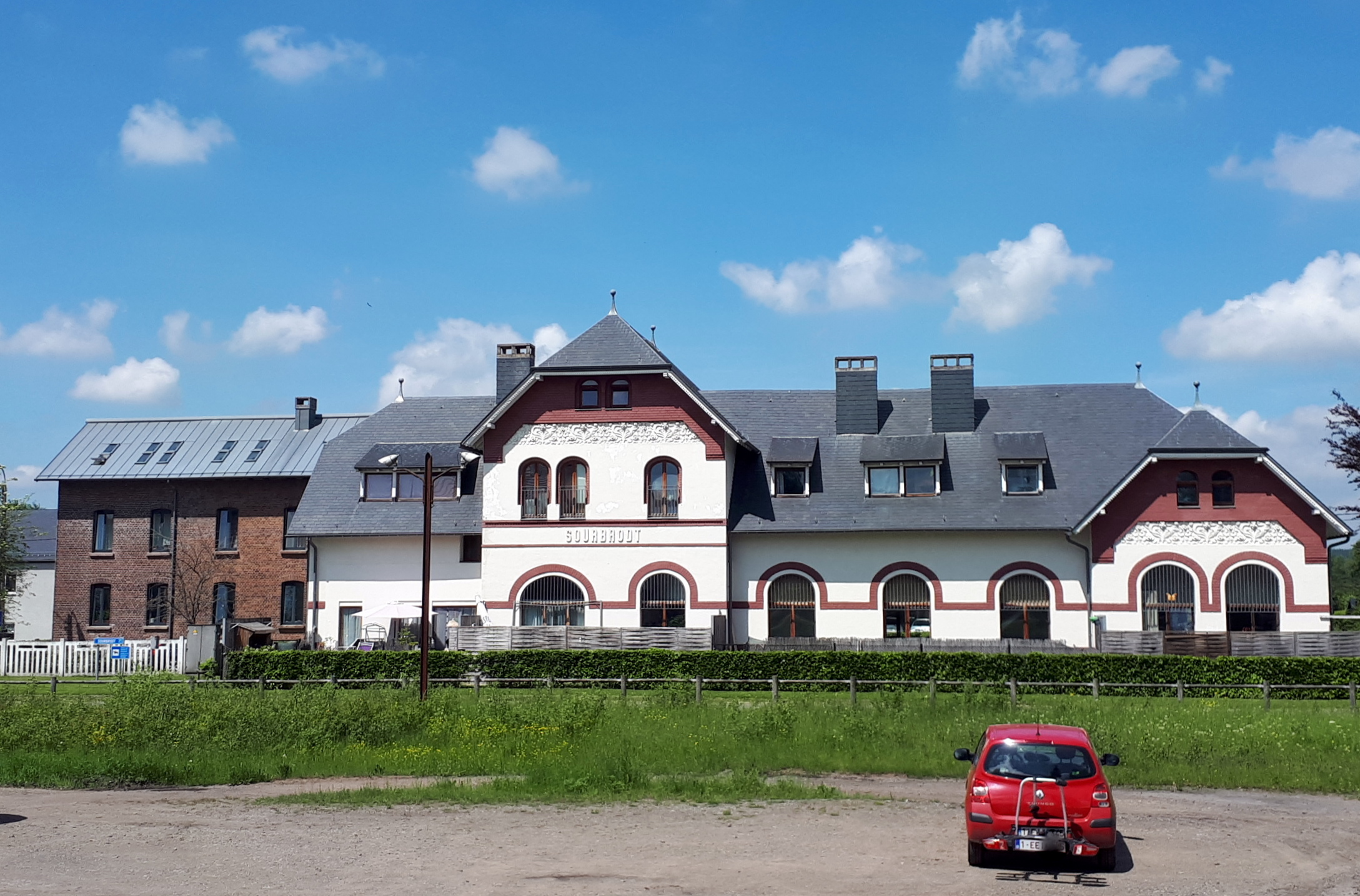
Bâtiment en 2021. La maison du chef de gare se trouve à gauche.
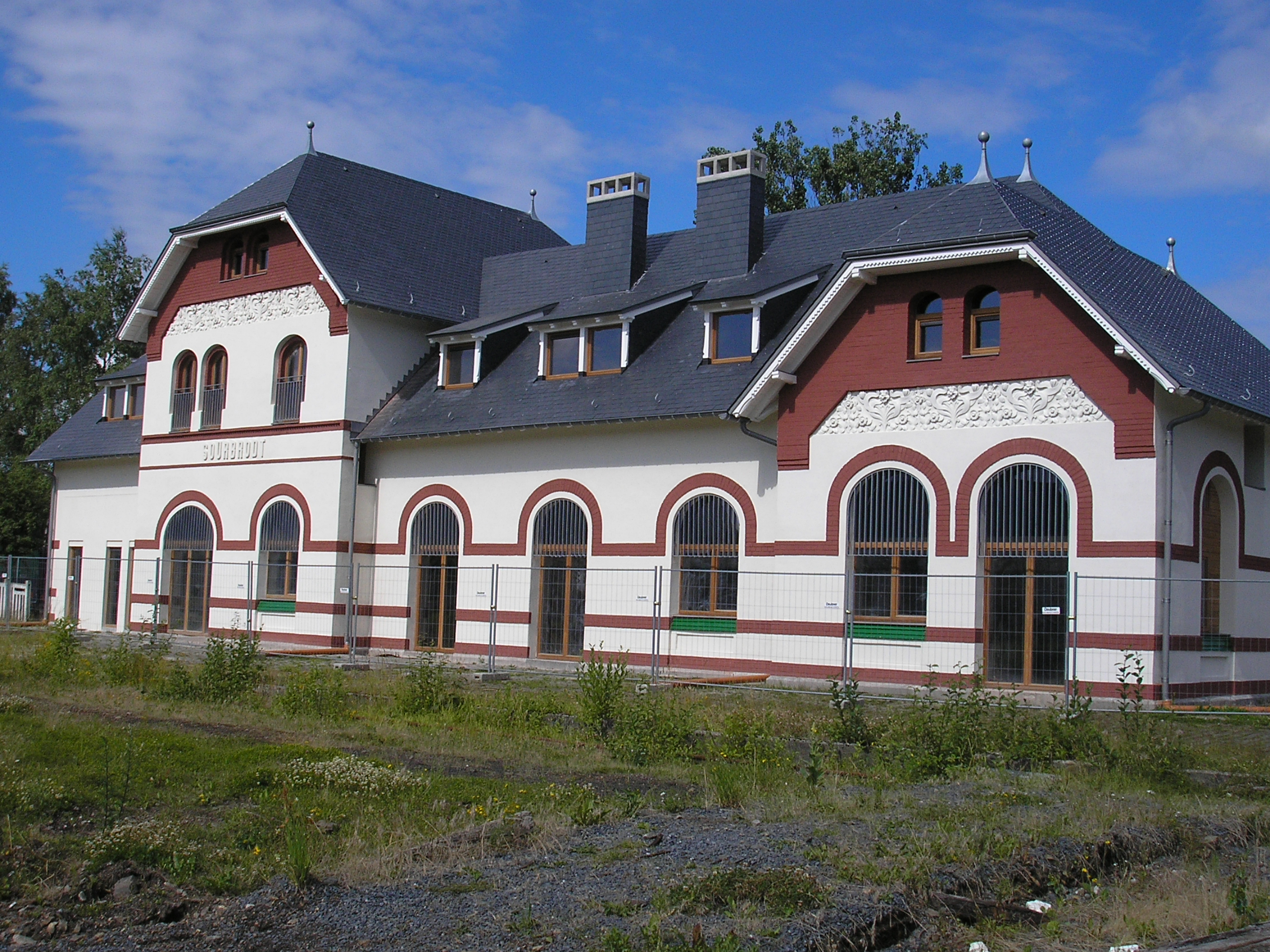
Façade rénovée.

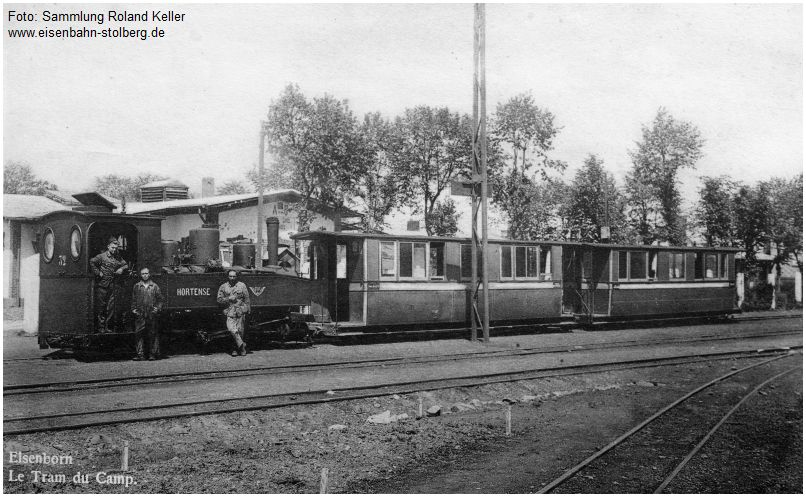
Train à voie étroite, vers 1920.
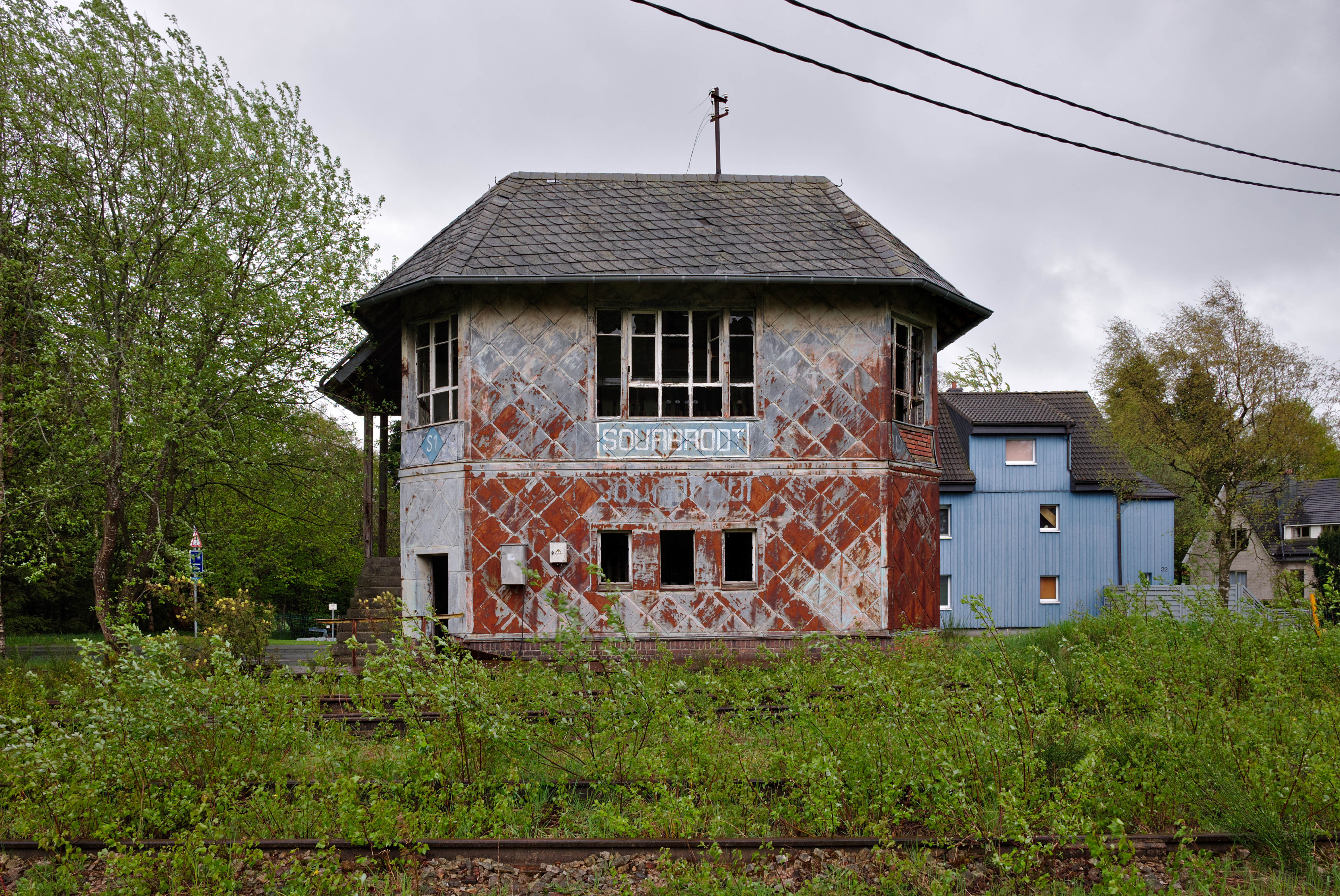
Cabine de signalisation abandonnée.
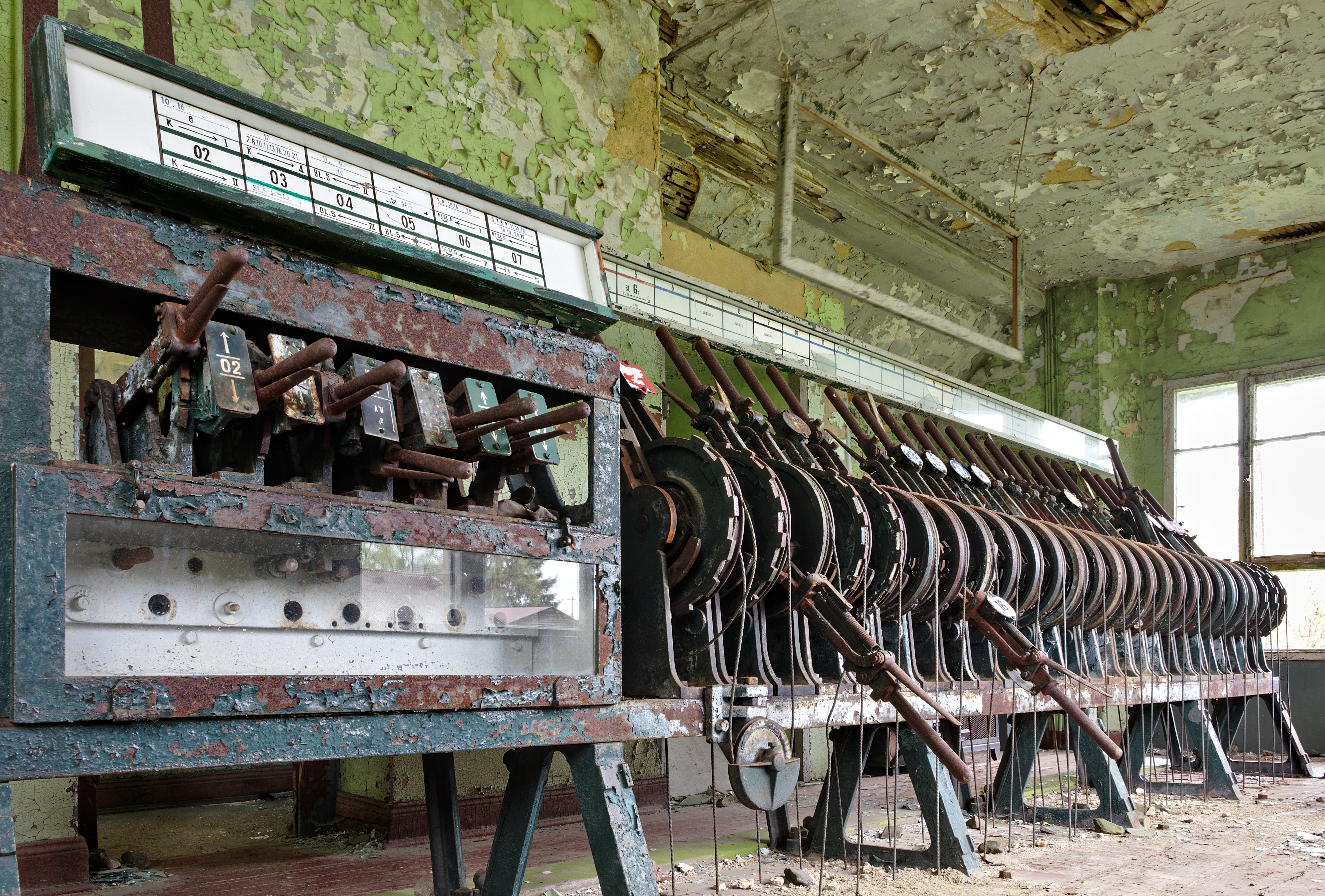
Intérieur.
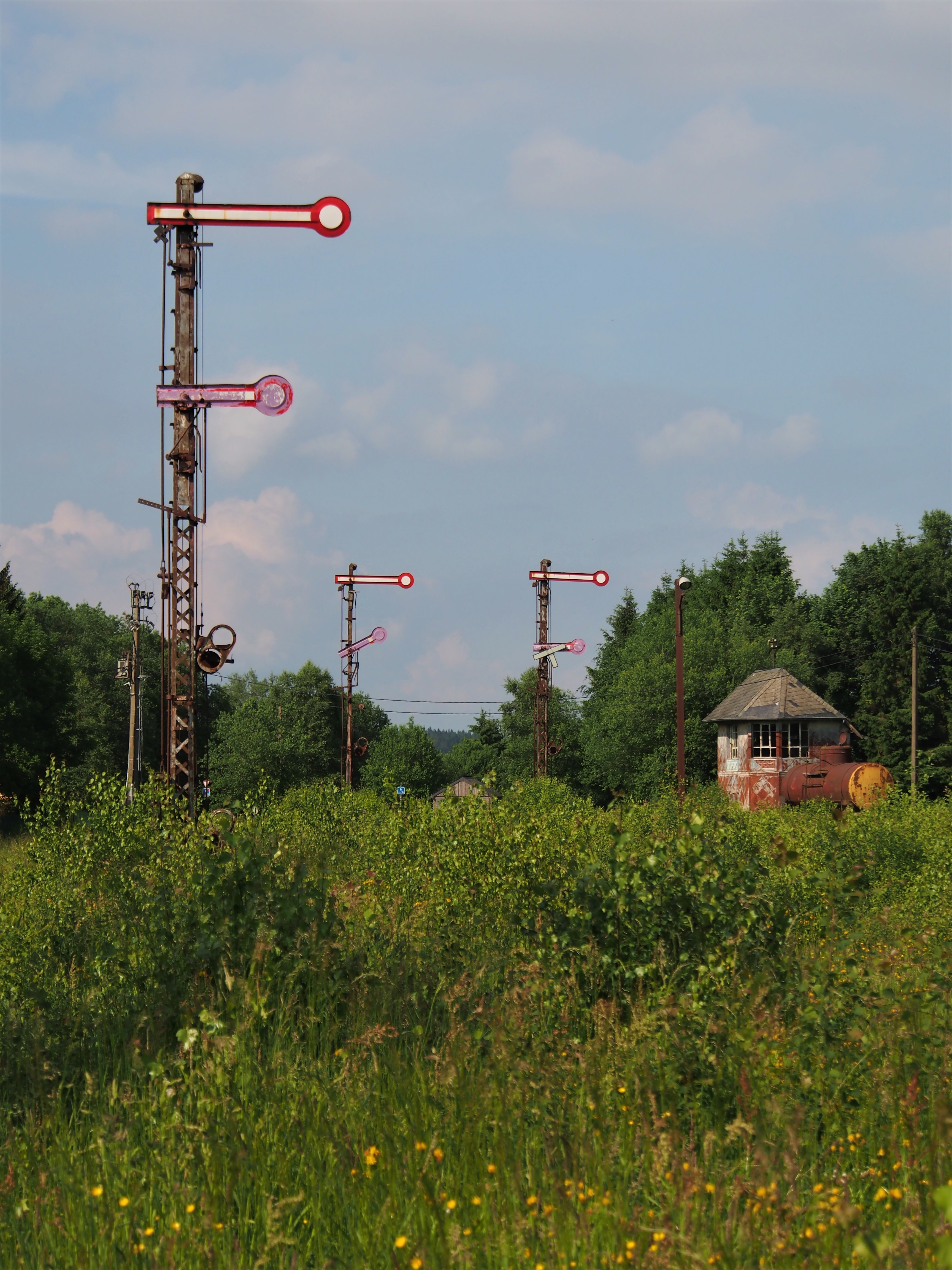
Signalisation allemande.
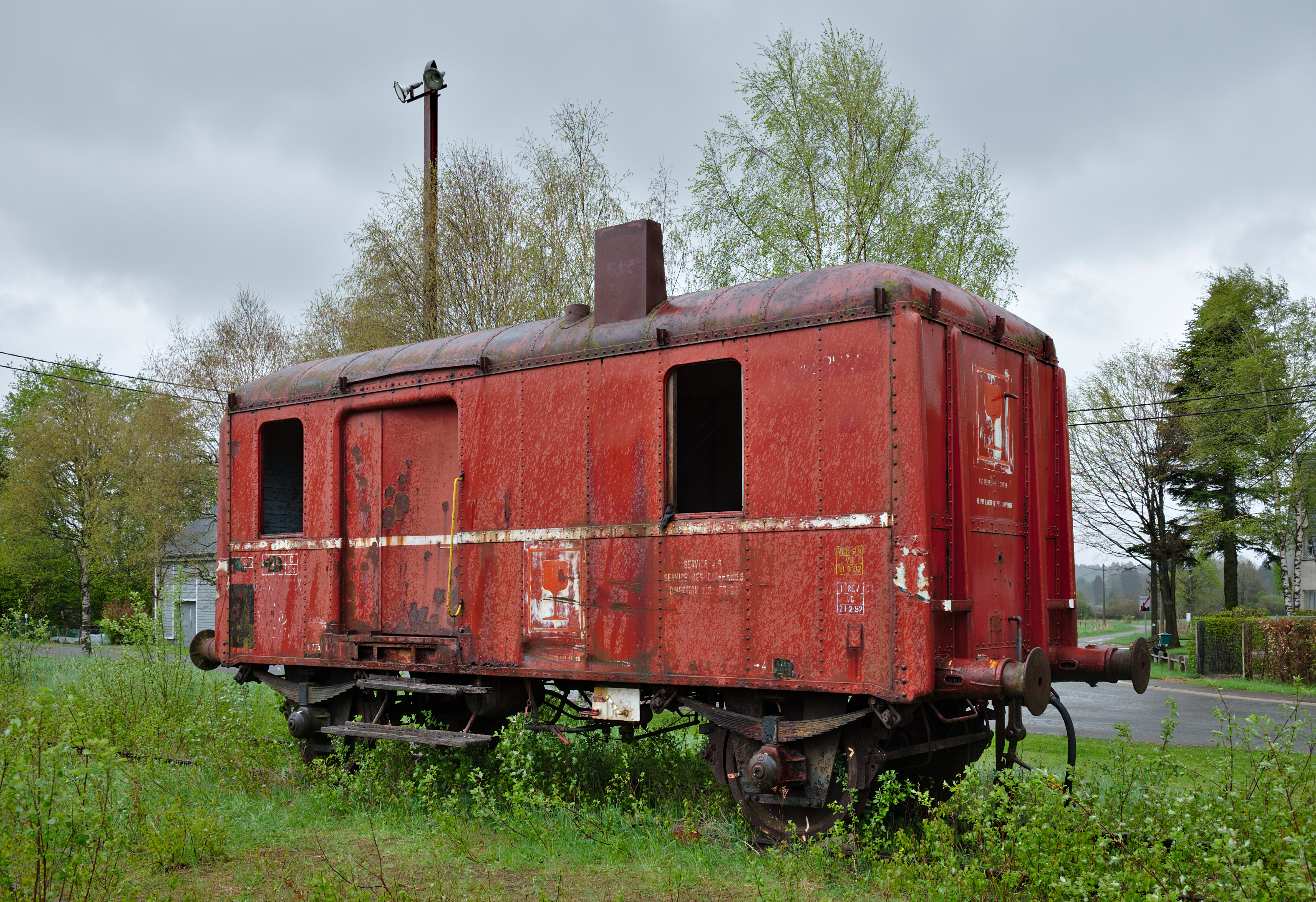
Anciens wagons.

## Patrimoine ferroviaire
Le bâtiment des recettes remonte à la période prussienne et remplace un bâtiment provisoire en bois. L'habitation du chef de gare, de plan standard en briques, se trouve de l'autre côté de la rue attenante.
Il se compose de quatre volumes : un à deux étages sous toit à deux croupes disposé transversalement avec sur sa gauche une aile courte et à sa droite une longue aile longitudinale se terminant par un second pavillon transversal, plus bas. Les trois façades à l'écart des voies sont protégées par des ardoises sur toute leur hauteur (la maison du chef de gare a le même traitement côté ouest) tandis que les murs côté quais sont couverts d'enduit avec des bandeaux et pignons en brique rouge et une frise florale en ciment.